# Opisthocystis goettei
Opisthocystis goettei är en plattmaskart som först beskrevs av Bresslau 1906, och fick sitt nu gällande namn av Sekera 1912. Opisthocystis goettei ingår i släktet Opisthocystis och familjen Polycystididae. Arten är reproducerande i Sverige. Inga underarter finns listade i Catalogue of Life.